# Declana nigrosparsa
Declana nigrosparsa là một loài bướm đêm trong họ Geometridae.